# Demonax diversofasciatus
Demonax diversofasciatus är en skalbaggsart som beskrevs av Heller 1916. Demonax diversofasciatus ingår i släktet Demonax och familjen långhorningar.
Artens utbredningsområde är Filippinerna. Inga underarter finns listade i Catalogue of Life.